# Alessandra Valeri Manera
Alessandra Valeri Manera (Milano, 21 novembre 1956 – Rapallo, 18 giugno 2024) è stata una paroliera, autrice televisiva e produttrice televisiva italiana.

## Biografia
Alessandra Valeri Manera nacque il 21 novembre 1956 a Milano, figlia dell'industriale veneziano Mario Valeri Manera (già vice-presidente di Confindustria e consigliere della SADE), e di Maria Vittoria Gaggia (discendente da una delle famiglie più ricche di Venezia e co-proprietaria della SADE). Aveva due fratelli, Roberta e Giovanni.
Responsabile della programmazione per ragazzi delle reti del Gruppo Mediaset dal 1980 al 2001, fu autrice di centinaia di testi per sigle di cartoni animati e canzoni per bambini, talora firmati col nome d'arte Alinvest, curatrice di varie trasmissioni come i famosi contenitori Bim Bum Bam e Ciao Ciao, co-ideatrice e produttrice dei telefilm con protagonista Cristina D'Avena, da lei scoperta nel 1981 nel Piccolo Coro dell'Antoniano. Fu la paroliera di quasi tutte le sue canzoni.
 

In una intervista dichiarò: 
Numerosi furono poi i compositori con cui collaborò, come Augusto Martelli, Giordano Bruno Martelli, Detto Mariano, Gianfranco Intra, Alberto Baldan Bembo, Piero Cassano, Ninni Carucci, Massimiliano Pani, Enzo Draghi, Chicco Santulli, Gino De Stefani, Paolo Marino, Fabrizio Baldoni, Mario Pagano, Silvio Amato, Valeriano Chiaravalle, Vince Tempera, Franco Fasano, Max Longhi, Giorgio Vanni, Cristiano Macrì, Danilo Aielli, Maurizio Perfetto e Antonio Galbiati. 
Scrisse i testi di alcune canzoni per lo Zecchino d'Oro, tra cui Bit nel 1985 (con la quale vinse una G d'Oro, premio istituito dal settimanale Il Giornalino), Pubbli pubbli pubblicità e Gira, gira il mappamondo.
Morì a Rapallo il 18 giugno 2024, all'età di 67 anni.